# 阿佐ヶ谷アパートメント
『阿佐ヶ谷アパートメント』（あさがや・アパートメント）は阿佐ヶ谷姉妹が司会を務めるNHK総合テレビジョンのトークバラエティ番組。2021年6月30日と11月3日の2回にわたりパイロット版が生放送されたのち、2022年から期間限定でレギュラー放送が行われている。

## 概要
阿佐ヶ谷姉妹（渡辺江里子・木村美穂）が大家を務めるアパートを舞台に送るトーク番組で、年代・性別・国籍などが全くバラバラで、個性あふれるメンバーが、令和時代のニッポンの価値観を取材したVTRを見てもらいながら「当たり前をちょっとだけ広める」トークを展開する“ダイバーシティ・エンタテインメント”番組。出演者は全員が同じアパートの住人という設定で、それぞれがアパートの自室からタブレット純が進行役を務めるテレビ番組（VTR）「阿佐ヶ谷パラダイス」を見ながら自由に感想を述べ合うというスタイルで進められる。
パイロット版を経て2022年4月4日より3ヶ月間で第1期のレギュラー放送を実施。同年9月19日 9時 - 9時45分に『阿佐ヶ谷アパートメント2022秋SP』を放送（台風報道のため8時15分開始を45分繰り下げ）。2023年4月3日から第2期のレギュラー放送が実施されている。

## 放送時間
- 第1期（2022年4月4日 - 6月20日）：毎週月曜 23時 - 23時30分（「若年層ターゲットゾーン」第2部）
- 第2期（2023年4月3日 - ）：毎週月曜 23時 - 23時30分（「若年層ターゲットゾーン」第2部）[4][5]
  - 再放送：毎週土曜 10時5分 - 10時35分

## 出演
- 大家（MC）：阿佐ヶ谷姉妹（渡辺江里子・木村美穂）
- 住人（飯尾を除き週替り）
  - 飯尾和樹(ずん)：飯尾部屋（2022年4月4日 - ）
- 案内人（VTR「阿佐ヶ谷パラダイス」進行役）：タブレット純（2022年4月4日 - ）
- ナレーション：石澤典夫（元NHKアナウンサー）

## テーマ曲
- 物干し台の夜（作詞：タブレット純/ 作曲：林ゆうき / 歌：阿佐ヶ谷姉妹） - 番組オリジナル楽曲

## 放送内容
| 回                            | 放送日         | 住人 |
| パイロット版                  | パイロット版   | パイロット版 |
| ----------------------------- | -------------- | --- |
| P-1                           | 2021年6月30日  | EXITほか |
| P-2                           | 2021年11月3日  | 飯尾和樹（ずん）ほか |
| レギュラー放送第1期（全12話） |                | |
| 1-1                           | 2022年4月4日   | - 木村多江・安藤玉恵（のほほん部屋） - 藤本敏史・木村敬一（ツッコミ上手部屋） - なえなの・おじゃす（インフルエンサー部屋） - 吉原智子・田村ヨシ子（マージャン部屋）         |
| 1-2                           | 2022年4月11日  | - 藤本敏史・木村敬一（ツッコミ上手部屋） - なえなの・おじゃす（インフルエンサー部屋） - ペッペ・ジェーニャ（マンガ・アニメ部屋） - 吉原智子・田村ヨシ子（マージャン部屋）   |
| 1-3                           | 2022年4月18日  | - 児嶋一哉・落合啓士（サッカー部屋） - 鈴木福・池田レイラ（新成人部屋） - ゆうちゃみ・ブルボンヌ（ギャル部屋） - 吉原智子・田村ヨシ子（マージャン部屋） - ロイ（VTRゲスト） |
| 1-4                           | 2022年4月25日  | - 児島一哉・ブルボンヌ（メーク部屋） - 鈴木福・池田レイラ（新成人部屋） - ヤンニ・オルソン・ステファニー・コロイン（お風呂部屋） - 吉原智子・田村ヨシ子（マージャン部屋）   |
| 1-5                           | 2022年5月2日   | - 乙武洋匡・ブルボンヌ（早稲田部屋） - ロイ・尼崎のなつみかん（ロイ部屋） - 池下リリコ・番家天嵩（子ども部屋） - 中川早苗・中川静香（海女部屋）                             |
| 1-6                           | 2022年5月9日   | - 乙武洋匡・ブルボンヌ（早稲田部屋） - マーティ・フリードマン・ニコラス・エドワーズ（J-POP好き部屋） - ロイ・尼崎のなつみかん（ロイ部屋） - 中川早苗・中川静香（海女部屋）  |
| 1-7                           | 2022年5月16日  | - 赤井英和・赤井佳子（めおと部屋） - トリンドル玲奈・トリンドル瑠奈（トリンドル部屋） - 木村敬一・金津匡哉（筋肉部屋） - ゆうちゃみ・ゆいちゃみ（ギャル姉妹部屋）           |
| 1-8                           | 2022年5月23日  | - 赤井英和・赤井佳子（めおと部屋） - 木村敬一・金津匡哉（筋肉部屋） - ゆうちゃみ・ゆいちゃみ（ギャル姉妹部屋） - とうあ・まあたそ（インフルエンサー部屋）                   |
| 1-9                           | 2022年5月30日  | - 大久保嘉人・落水洋介（サッカー部屋） - ゆいちゃみ・ハリュー（ギャル部屋） - ロイ・なえなの（ロイ部屋） - 吉原智子・田村ヨシ子（マージャン部屋）                           |
| 1-10                          | 2022年6月6日   | - 大久保嘉人・落水洋介（サッカー部屋） - ゆいちゃみ・ハリュー（ギャル部屋） - ロイ・ミスターヤバタン（ロイ部屋） - 吉原智子・田村ヨシ子（マージャン部屋）                   |
| 1-11                          | 2022年6月13日  | - ロイ・ブルボンヌ（ぶっちゃけ部屋） - 村雨辰剛・木村敬一（筋肉部屋） - 村山輝星・番家天嵩（子ども部屋） - 吉原智子・田村ヨシ子（マージャン部屋）                           |
| 1-12                          | 2022年6月20日  | - ブルボンヌ・木村敬一（ツッコミ上手部屋） - ロイ・なえなの（ロイ部屋） - 村山輝星・番家天嵩（子ども部屋） - 吉原智子・田村ヨシ子（マージャン部屋） - タブレット純          |
| 2022秋SP                      | 2022年9月19日  | - 池田57CRAZY・池田レイラ（池田親子部屋） - 室山眞弓・室山眞里子（室山姉妹部屋） - ロイ・王林（ロイ部屋） - 木村敬一・ブルボンヌ（ぶっちゃけ部屋）                          |
| レギュラー放送第2期（全16話） |                | |
| 2-1                           | 2023年4月3日   | - 水原希子・水原佑果（水原姉妹部屋） - 木村敬一・木村清（木村部屋） - ロイ・ゆめぽて（モデル部屋） - 吉原智子・田村ヨシ子（マージャン部屋）                                 |
| 2-2                           | 2023年4月10日  | - 水原希子・水原佑果（水原姉妹部屋） - 木村敬一・木村清（木村部屋） - ロイ・ゆめぽて（モデル部屋） - 吉原智子・田村ヨシ子（マージャン部屋）                                 |
| 2-3                           | 2023年4月17日  | - 大久保嘉人・落水洋介（サッカー部屋） - 浜口京子・ブルボンヌ（ぶっちゃけ部屋） - 室山眞弓・室山眞里子（室山姉妹部屋） - みりちゃむ・きぃぃりぷ（ギャル部屋）               |
| 2-4                           | 2023年4月24日  | - 大久保嘉人・落水洋介（サッカー部屋） - 浜口京子・ブルボンヌ（ぶっちゃけ部屋） - 室山眞弓・室山眞里子（室山姉妹部屋） - みりちゃむ・きぃぃりぷ（ギャル部屋）               |
| 2-5                           | 2023年5月1日   | - 水谷隼・水谷茉莉花（水谷親子部屋） - ロイ・なえなの（ロイ部屋） - 當間ローズ・片岡亮太（筋肉部屋） - 松田清幸・田嶋明幸（僧侶部屋）                                       |
| 2-6                           | 2023年5月8日   | - 水谷隼・水谷茉莉花（水谷親子部屋） - ロイ・なえなの（ロイ部屋） - 當間ローズ・片岡亮太（筋肉部屋） - 松田清幸・田嶋明幸（僧侶部屋）                                       |
| 2-7                           | 2023年5月29日  | - アンミカ・ブルボンヌ（ぶっちゃけ部屋） - おじゃす・聖秋流（インフルエンサー部屋） - 江原美羽・江原風羽・江原音羽（子ども部屋） - 吉原智子・成田美重子（マージャン部屋）   |
| 2-8                           | 2023年6月5日   | - アンミカ・ブルボンヌ（ぶっちゃけ部屋） - おじゃす・聖秋流（インフルエンサー部屋） - 江原美羽・江原風羽・江原音羽（子ども部屋） - 吉原智子・成田美重子（マージャン部屋）   |
| 2-9                           | 2023年6月12日  | - 大久保嘉人・大久保橙利（親子部屋） - 木村敬一・佐々木健介（筋肉部屋） - ゆめぽて・井手上漠（モデル部屋） - 吉原智子・田村ヨシ子（マージャン部屋）                         |
| 2-10                          | 2023年6月19日  | - 大久保嘉人・大久保橙利（親子部屋） - 木村敬一・佐々木健介（筋肉部屋） - ゆめぽて・井手上漠（モデル部屋） - 吉原智子・田村ヨシ子（マージャン部屋）                         |
| 2-11                          | 2023年7月3日   | - 木村敬一・浜口京子（筋肉部屋） - 室山眞弓・室山眞里子（室山姉妹部屋） - みりちゃむ・きぃぃりぷ（ギャル部屋） - 番家天嵩・嶋田鉄太（こども部屋）                           |
| 2-12                          | 2023年7月10日  | - 木村敬一・浜口京子（筋肉部屋） - 室山眞弓・室山眞里子（室山姉妹部屋） - みりちゃむ・きぃぃりぷ（ギャル部屋） - 番家天嵩・嶋田鉄太（こども部屋）                           |
| 2-13                          | 2023年8月21日  | - アジャ・コング・豊ノ島大樹（筋肉部屋） - ゆめぽて・おじゃす（おいも好き部屋） - ブルボンヌ・奈良里紗（ぶっちゃけ部屋） - 番家一路・番家天嵩・番家玖太（子ども部屋）       |
| 2-14                          | 2023年8月28日  | - アジャ・コング・豊ノ島大樹（筋肉部屋） - ゆめぽて・おじゃす（おいも好き部屋） - ブルボンヌ・奈良里紗（ぶっちゃけ部屋） - 番家一路・番家天嵩・番家玖太（子ども部屋）       |
| 2-15                          | 2023年9月4日   | - 木村敬一・當間ローズ（筋肉部屋） - 浜口京子・番家天嵩（レスリング部屋） - 室山眞弓・室山眞里子（室山姉妹部屋） - ブルボンヌ・ゆめぽて（おしゃれ部屋）                     |
| 2-16                          | 2023年9月11日  | - 木村敬一・ブルボンヌ（ツッコミ上手部屋） - 浜口京子・番家天嵩（レスリング部屋） - ゆめぽて・聖秋流（おしゃれ部屋） - 吉原智子・田村ヨシ子（マージャン部屋）               |
| SP                            | 2023年12月23日 | はじめましての2人旅 2021年特別版 |
| SP                            | 2023年12月30日 | スピンオフ企画 多様性あふれるトリオ旅 |
| 2024新春旅ざんまいSP          | 2024年1月6日   | - 木村敬一・ブルボンヌ（ツッコミ上手部屋） - 木村清・番家天嵩（辰年部屋） - ゆめぽて・當間ローズ（モデル部屋） - 柚木佳江・吉原智子・田村ヨシ子（マージャン部屋）           |
| 2024夏SP                      | 2024年8月23日  | - 木村敬一・髙橋ひかる（滋賀部屋） - 浜口京子・番家天嵩（元気部屋） - 吉原智子・田村ヨシ子（マージャン部屋） - ベビー ヴァギー・川本アレクサンダー（パフォーマー部屋）      |
| レギュラー放送第3期（全15話） |                | |
| 3-1                           | 2024年9月14日  | - 當間ローズ・佐野夢果（静岡部屋） - りゅあ・ゆなち（小学生ギャル部屋） - 吉原智子・田村ヨシ子（マージャン部屋） - ベビー ヴァギー・川本アレクサンダー（パフォーマー部屋）  |
| 3-2                           | 2024年9月21日  | - 當間ローズ・佐野夢果（静岡部屋） - りゅあ・ゆなち（小学生ギャル部屋） - 吉原智子・田村ヨシ子（マージャン部屋） - ベビー ヴァギー・川本アレクサンダー（パフォーマー部屋）  |
| 3-3                           | 2024年10月5日  | |
| 3-4                           | 2024年10月26日 | |
| 3-5                           | 2024年11月2日  | - 関口メンディー・片岡亮太（筋肉部屋） - 秋葉弘道・水野舞（社長部屋） - 室山まゆみ（室山姉妹部屋） - 平野ノラ・みりちゃむ（バレーボール部屋）                               |
| 3-6                           | 2024年11月16日 | - 関口メンディー・片岡亮太（筋肉部屋） - 秋葉弘道・水野舞（社長部屋） - 室山まゆみ（室山姉妹部屋） - 平野ノラ・みりちゃむ（バレーボール部屋）                               |

### 注記
1. ↑  よるドラ『阿佐ヶ谷姉妹の のほほんふたり暮らし』（2021年11月 - 12月放送。NHK名古屋放送局製作）で阿佐ヶ谷姉妹を演じる。
2. ↑  2名とも新宿の老舗雀荘の従業員。